# (3849) Инциденция
(3849) Инциденция (лат. Incidentia) — астероид из группы главного пояса, который был открыт 31 марта 1984 года американским астрономом Эдвардом Боуэллом в обсерватории Андерсон Меса.

Орбита астероида Инциденция и его положение в Солнечной системе